# دلمه (ضایعه پوستی)
دلمه یا کراست (به انگلیسی: Crust) ضایعه ای در پوست است که روی زخم در حال بهبود دیده میشود. این ضایعه از سرم خشک شده ، سلولهای آسیب دیده و بقایای باکتریها تشکیل شده است که شامل برامدگی های نسبتاً بزرگ آبدار روی پوست است که پس از آبله مرغان افراد معمولاً به آن مبتلا میشوند.